# Трилистник (группа)
Трилистник — советская и российская рок-группа, основанная в 1987 году Дюшей Романовым.
Изначально коллектив состоял из музыкантов «Аквариума», из-за чего первое время был известен как «Аквариум без Гребенщикова». Сам Дюша шутил, что Трилистник стал кузницей кадров «Аквариума», замечая, что почти каждый, кто в своё время играл в его группе, со временем переводился на работу к БГ.
В 1999 году группа была переименована в «Дюша Group» и просуществовала вплоть до смерти Андрея Игоревича в 2000 году.

## Лица
Музыканты, когда-либо игравшие в «Трилистнике»:
- Михаил Файнштейн
- Сергей Щураков
- Михаил Кордюков
- Александр Ляпин
- Пётр Трощенков
- Мария Щуракова
- Наиль Кадыров
- Евгений Волощук
- Иван Воропаев
- Николай Шандарчук
- Дмитрий Гусаков
- Юрий Николаев

## Дискография

#### Трилистник
- 1989 — Матросская тишина

«Матросская Тишина», ТРИЛИСТНИК. Записано под знаком ароматных интерьеров Союза Архитекторов в январе-мае 1989 года. В издании CD-версии альбома в 1997 году фигурируют студии «Союз» и «Добролет». В записи принимали участие следующие музыканты: Андрей Романов, Михаил Васильев, Сергей Щураков, Михаил Кордюков, Александр Ляпин, Андрей Решетин, Иван Воропаев…
Из аннотации А. Романова к данной пластинке: «Уважаемые Дамы и Господа! Уже скоро 10 лет как ленивый паровоз „Матросской Тишины“ ансамбля ТРИЛИСТНИК двигается к своему слушателю… И вот, наконец, этот миг. Вы держите в руках СД и читаете эти строки. За десятилетний чудовищный по количеству событий и перемен в жизни всех срок, мне кажется, то, что сейчас зазвучит из Ваших колонок, приобрело некий оборотный, совсем не такой как 10 лет назад, смысл. Тогда Российскому Флоту было ещё 290 лет, а сейчас уже за 300. Так ведь и не о нём писалось. Название „Матросская Тишина“ выносилось в название проекта с конкретной целью — в смутное время поддержать группу художников „Митьки“. Сейчас это выглядит более чем странно. Но оставим это истории и не будем ничего менять. „Матросская Тишина“ осталась там — в восьмидесятых. А сейчас вместе с ТРИЛИСТНИКом забудем это слово — „Митьки“. Да и не о них речь. Главное — это удивительное бескорыстное состояние души, в котором писался этот альбом. Тогда в восьмидесятых этого можно было достичь просто улыбкой и добрым словом. И если Вам знакомо сие душевное состояние, то пусть эта „Матросская Тишина“ ТРИЛИСТНИКа только укрепит Вас в вере, что ещё не все потеряно».

- 1991 — Музыка Средиземья
- 1996 — Акустические манёвры
- 1998 — «Трилистник» LIVE
- 2000 — Песня о Трилистнике

#### Дюша Group
- 1999 — Электрическая осада (фактически записана в одиночку Дюшей при участии Наиля Кадырова)